# عبدالله مال‌الله
عبدالله مال الله (انگلیسی: Abdullah Malallah؛ زادهٔ ۵ ژوئیهٔ ۱۹۸۳) بازیکن فوتبال اهل امارات متحده عربی است. 